# Савченко, Алексей Нилович
Алексе́й Ни́лович Са́вченко (1907—1987) — советский языковед, компаративист.

## Биография
Родился 21 июля 1907 г. в селе Курное Житомирской области в семье волостного писаря. В 1922-1925 годах прошёл трёхлетние педагогические курсы, после чего работал учителем и заведовал избой-читальней. В 1929 году поступил на славянское отделение филологического факультета Ленинградского университета. В университете увлёкся идеями Н. Я. Марра, и даже перевёл его основные труды на украинский язык, но не смог опубликовать свой перевод. Из-за недостаточного количества студентов на курсе был выпущен досрочно в 1932 г. После выпуска преподавал русский язык и литературу в техникумах в Курске, а потом в Орле. В 1936 году был ассистентом принят на кафедру русского языка Мордовского педагогического института. В 1940 году Савченко устроился в Кабардино-Балкарский педагогический институт.
В 1941 году Савченко закончил диссертацию на тему «К вопросу о древнерусском койнэ и его отличиях от народных говоров», которую не удалось защитить из-за начавшейся войны (и сам текст был утрачен). Научным руководителем был Г. О. Винокур. Впоследствии Савченко восстановил текст по черновикам и в 1944 году защитил в Тбилисском университете.
В 1947 году Савченко получил должность заведующего кафедрой украинского языка Черновицкого университета. В 1954 году был принят на должность заведующего кафедрой русского и общего языкознания Ростовского университета, где работал до самой смерти.
В 1961 году в Ленинградском университете Савченко защитил докторскую диссертацию на тему «Категория среднего залога в индоевропейском языке».

## Научное наследие
В область научных интересов А. Н. Савченко входили общее и сравнительное языкознание. Он исследовал медиальный залог в праиндоевропейском языке и внёс большой вклад в становление теории об эргативном строе индоевропейского языка.

## Труды
- Проблема происхождения личных окончаний глагола в индоевропейском языке. — Ростов-на-Дону: Издательство Ростовского университета, 1960.
- Происхождение среднего залога в индоевропейском языке. — Ростов-на-Дону: Издательство Ростовского университета, 1960.
- Сравнительная грамматика индоевропейских языков. — М.: Высшая школа, 1974.
- Образно-эмоциональная функция речи и поэтическая речь. — Ростов-на-Дону: Издательство Ростовского университета, 1978.
- Общее языкознание (совместно с В. В. Иоффе). — Ростов-на-Дону: Издательство Ростовского университета, 1985.
- Речь и искусство. — Ростов-на-Дону: Издательство Ростовского университета, 1988.

- О грамматической форме слова и грамматической категории // Украинский язык в школе, 1951, № 3.
- О категории залога глагола в украинском языке // Украинский язык в школе, 1952, № 2.
- Что такое части речи? // Украинский язык в школе, 1953, № 4.
- Древнейшие грамматические категории глагола в индоевропейском языке // Вопросы языкознания, 1955, № 4. — С. 111—120.
- К характеристике предложения // Украинский язык в школе, 1956, № 1.
- Признаки частей речи // Украинский язык в школе, 1957, № 4.
- Формы среднего залога в индоевропейском языке // Филологические науки, 1958, № 2.
- Принципы классификации членов предложения // Совещания языковедов Юга России и Северного Кавказа по вопросу о членах предложения. – Ростов-на-Дону: Ростовский н/Д. гос. пед. ин-т. – 1959. – С. 14-15.
- Категория медиума в индоевропейском языке // Biuletyn Polskiego Towarzystwa Językoznawczego, 1961. T. XX.
- Славянские и балтийские местоимения в отношении к местоимениям других индоевропейских языков // Науч. докл. высш. шк. Филол. науки. – 1962. – №. 4. – С. 73.
- Части речи и категории мышления // Язык и мышление. М.: Наука, 1967
- Эргативная конструкция предложения в праиндоевропейском языке // Эргативная конструкция предложения в языках различных типов. Л.: Наука, 1967.
- Части речи как грамматические и лексико-грамматические классы слов в индоевропейских языках // Вопросы теории частей речи. На материале языков различных типов. Л.: Наука, 1968.
- О генетической связи праславянского языка с прагерманским //Типология и взаимодействие славянских и германских языков (ред. ВВ Мартынов).–Минск. – 1969. – С. 39-48.
- Лексическая сочетаемость и проблема знаковости языка // Актуальные проблемы лексикологии. Тезисы докладов и сообщений Всесоюзной научной конференции/Белорус, гос. ун-т. – 1970. – С. 179-181.
- О генетических связях балтийских языков с другими индоевропейскими // Baltistica, Приложение I, 1972.
- Язык и системы знаков // Вопросы языкознания, 1972, № 6. — С. 21—32.
- К вопросу о происхождении эргативной конструкции предложения // Иберийско-кавказское языкознание. Т. 18. Тбилиси, 1973.
- Проблема системной реконструкции праязыковых состояний (на материале балтийских и славянских языков) // Baltistica, T. 9, № 2, 1973.
- Проблема языка и мышления в постановке Н. Хомского // Известия СКНЦ ВШ. Общественные науки (Ростов-на-Дону), 1976, № 3.
- Разграничение языка и речи и проблема знаковости языка // Язык и речь. Тбилиси. – 1977.
- К вопросу о развитии эргативной конструкции предложения в абхазо-адыгских и нахско-дагестанских языках // Известия АН СССР. Серия литературы и языка. Т. 37, 1978, № 6.
- Об отношении когнитивной функции языка к коммуникативной // Арнольду Степановичу Чикобава — к 80-летию. Тбилиси, 1979.
- Речь и образное мышление // Вопросы языкознания, 1980, № 2. — С. 21—32
- Древнейшие процессы в области личных местоимений в праиндоевропейском языке // Известия АН СССР, серия литературы и языка, 1984, № 6.
- Речь и язык // Известия СКНЦ ВШ. Общественные науки (Ростов-на-Дону), 1985, № 2.
- Лингвистика речи // Вопросы языкознания, 1986, № 3. — С. 62—74
- Происхождение индоевропейского медия в свете типологических данных // Известия АН СССР. Серия литературы и языка, 1986, № 6.
- Речевое общение и мышление // Известия СКНЦ ВШ. Общественные науки (Ростов-на-Дону), 1986, № 3.
- Происхождение аккузатива в праиндоевропейском языке // Baltistica, T. 23, № 2, 1987
- Категория залога в славянских и балтийских языках в сравнительно-историческом освещении // Baltistica, T. 24, № 1, 1988.